# 9130 Galois
9130 Galois eller 1998 HQ148 är en asteroid i huvudbältet som upptäcktes den 25 april 1998 av den belgiske astronomen Eric W. Elst vid La Silla-observatoriet. Den är uppkallad efter den franske matematikern Évariste Galois.
Den tillhör asteroidgruppen Nysa.